# ماتسويا

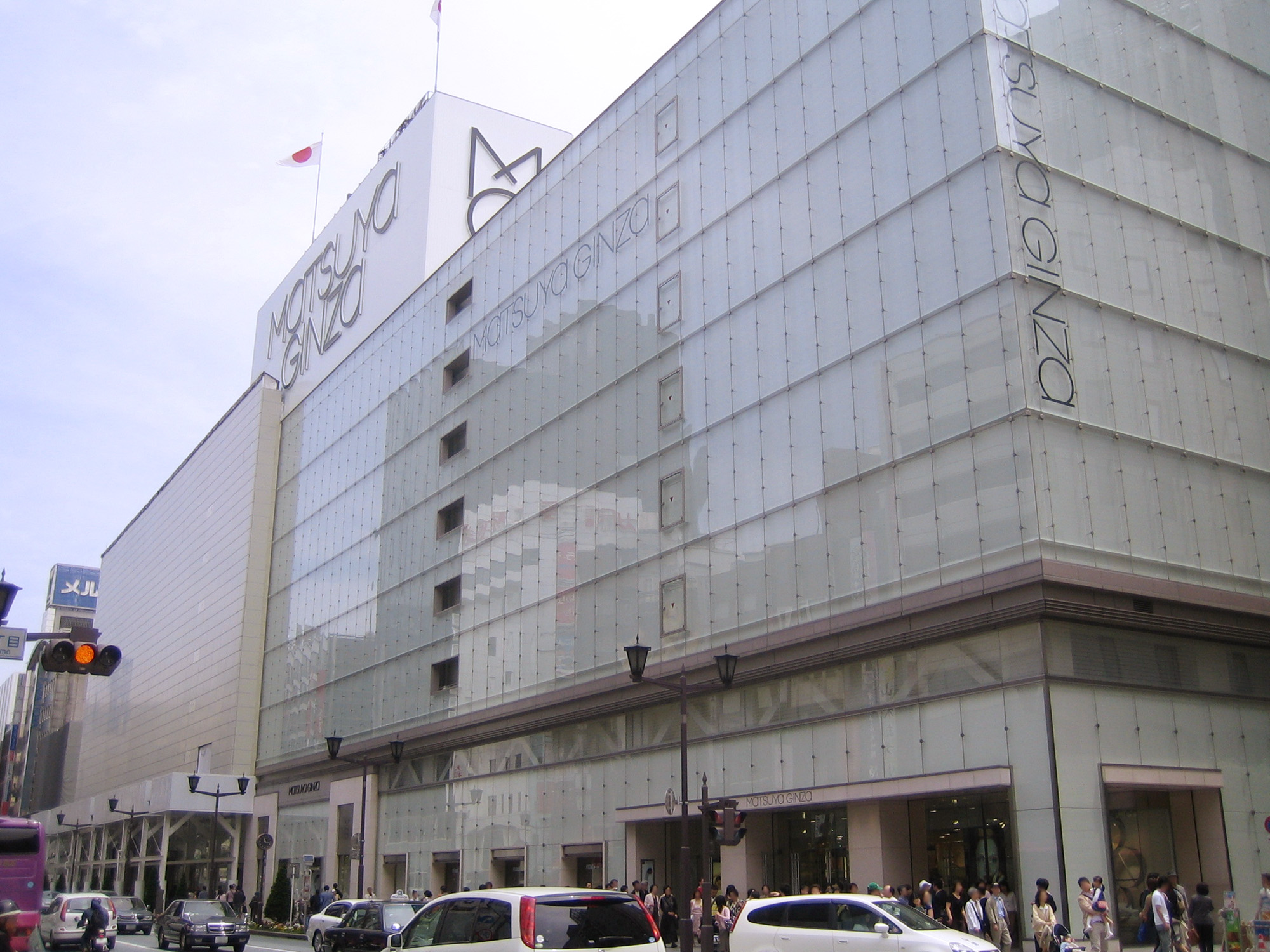
مبنى مجمع ماتسويا للتسوق في غينزا.

ماتسويا (باليابانية: 株式会社松屋 ماتسويا كابوشكي كايشا) هي شركة تدير مجمعات تسوق لها نفس الاسم (ماتسويا) في طوكيو. يقع اثنان من هذه المجمعات في غينزا، والثالث في أساكوسا. تأسست الشركة عام 1919.

## وصلات خارجية
- الموقع الرسمي لشركة ماتسويا.